# Michael Barnsley
Michael Fielding Barnsley (nacido en 1946), es un matemático, investigador y un emprendedor británico especializado en compresión fractal, técnica sobre la que posee varias patentes. Recibió su doctorado en química teórica por la Universidad de Wisconsin-Madison en 1972 y se licenció en matemáticas por la Universidad de Oxford en 1968. En 1987 fundó la compañía Iterated Systems Incorporated, y es autor de los libros titulados "Fractals Everywhere" (1988) y "SuperFractals" (2006).
También ha publicado numerosos artículos científicos, como "Existencia y unicidad de las medidas orbitales", "Teoría y aplicaciones de las cimas de los fractales", "Un algoritmo de iteración aleatoria valorada por los fractales y una jerarquía fractal", "Fractales y superfractales de V-variable", "Transformaciones fractales" y "Teoría ergódica, cimas fractales y robo de color".
Se le atribuye haber descubierto el teorema del collage.
La empresa Iterated Systems se dedicó inicialmente a la compresión de imágenes fractales (personificada por el fractal conocido como helecho de Barnsley), y luego se centró en la gestión de archivos de imágenes y pasó a llamarse MediaBin. Fue adquirida en 2003 por Interwoven, aunque por entonces Barnsley ya no tenía relación con la empresa.
Desde 2005, trabaja para el Instituto de Ciencias Matemáticas de la Universidad Nacional Australiana. Anteriormente había ocupado un puesto de profesor en Georgia Tech.
Es hijo del escritor Gabriel Fielding (Alan Fielding Barnsley) y descendiente de Henry Fielding.